# Bais-Bucht
Die Bais-Bucht ist eine Meeresbucht an der Ostküste der Insel Negros, in der Provinz Negros Occidental auf den Philippinen. Sie ist eine Meeresausbuchtung im Südwesten der Tanon-Straße. An ihrer Küstenlinie liegt die philippinische Großstadt Bais City.
Die Bais-Bucht wird in eine nördliche und südliche Bucht unterteilt. Beide werden durch die Halbinsel Dewey/Dacu Island getrennt. Die einstigen Inseln verlandeten im Laufe der Zeit und sind zu der Halbinsel zusammengewachsen, die Namen wurden jedoch beibehalten. Die südliche Bais-Bucht umfasst ein Areal von 65 km², in ihr liegt der Hafen von Bais City und die Insel Talabong. Sie ist mit Mangroven bewachsen und bildet die Kernzone des ca. 2,9 km² großen Naturschutzgebietes Talabong Mangrove Reserve. Der Fluss Panamangan mündet in die südliche Bucht und ausgedehnte Wattflächen liegen im nördlichen Bereich. Das Wasser in der Bucht wird als Brackwasser bezeichnet, die Salinität des Wassers wird mit 28 bis 33 p.p.t. angegeben. 
Die Mangrovenwälder in der Bucht umfassen eine Fläche von 264 Hektar, diese haben eine große Artenvielfalt und umfassen unter anderen die Rhizophora apiculata, Rhizophora mucronata, Rhizophora stylosa, Bruguiera cylindrica, Bruguiera gymnorrhiza, Bruguiera sexangula, Ceriops decandra, Ceriops tagal, Avicennia lanata, Avicennia marina, Avicennia officinalis. Seegraswiesen umfassen ein Gebiet von 200 Hektar und Korallenriffe bedecken ein Gebiet von 56,85 Hektar.
In der Bais-Bucht können unter anderem die seltenen Meeressäuger wie der Kleine Pottwal (Kogia simus) und der Breitschnabeldelfin (Peponocephala electra) beobachtet werden. Insgesamt wurden in der Bucht 99 Fischarten aus 22 Gattungen registriert. 
Die Bucht hat ein tropisch-feuchtes, monsunbeeinflusstes Klima mit einer Trockenzeit von Dezember bis April, der Rest des Jahres fallen zum Teil starke Niederschläge. 